# Alone (Big Country)
Alone is een nummer van de Schotse rockband Big Country uit 1993. Het is de eerste single van hun zesde studioalbum The Buffalo Skinners.
Big Country-frontman Stuart Adamson zei dat hij graag een rockplaat wilde als eerste single van het album The Buffalo Skinners, en dat de platenmaatschappij daar meteen mee akkoord ging. Volgens de Amerikaanse krant de Albuquerque Journal heeft "Alone" "alle kenmerken van een lied uit de jaren '90, een 'wat is mijn plek in de wereld en waarom?'-lied". Het nummer werd enkel een hit in het Verenigd Koninkrijk, waar het een bescheiden 24e positie behaalde.